# سايانوغورسك
سايانوغورسك (بالروسية: Саяногорск) هي إحدى مدن روسيا في الكيان الفدرالي الروسي خقاسيا. تسبب هذا المدينة إلى تدمير شامل من قبل القوات الألمانية سنة 1940 , حين قرر هتلر شن هجوم على روسيا سنة 1939 .